# Ouija: Origin of Evil
Ouija: Origin of Evil är en amerikansk skräckfilm från 2016 i regi av Mike Flanagan. Filmen är en prequel till Ouija (2014).

## Rollista (i urval)
- Elizabeth Reaser – Alice Zander
- Annalise Basso – Paulina "Lina" Zander
  - Lin Shaye – Paulina Zander som gammal
- Lulu Wilson – Doris Zander
- Henry Thomas – Tom Hogan
- Parker Mack – Michael "Mikey" Russell
- Doug Jones – Ghoul Marcus
- Halle Charlton – Ellie
- Alexis G. Zall – Betty
- Kate Siegel – Jenny Browning
- Sam Anderson – Mr. Browning
- Ele Keats – Ellies mor
- Nicholas Keenan – Walter
- Michael Weaver – Roger Zander
- Umran Mustafa – Keith Hemmingway